# George Killington
Pour les articles homonymes, voir Killington.
George Alan Killington  (né le 23 mai 1996 à Londres) est un joueur professionnel anglais de fléchettes qui évolue dans les événements de la Professional Darts Corporation .

## Biographie
Il débute dans le Youth Tour (Tour jeunesse) en 2012 et remporte son premier titre en 2014 à Wigan en remportant contre l'allemand Max Hopp.
Délaissant la compétition pour s'occuper de sa mère malade, il revient en 2017 dans la UK Q-School et remporte un tournoi bi-annuel contre l'anglais Gary Eastwood en 2018.